# Марино, Джозеф Сальвадор
Джозеф Сальвадор Марино (англ. Joseph Salvador Marino; род. 23 января 1953, Бирмингем, США) — американский прелат и ватиканский дипломат. Титулярный архиепископ Накитоша с 12 января 2008. Апостольский нунций в Бангладеш с 12 января 2008 по 16 января 2013. Апостольский нунций в Малайзии и Восточном Тиморе, а также апостольский делегат в Брунее с 16 января 2013 по 11 октября 2019. Президент Папской Церковной Академии с 11 октября 2019 по 23 января 2023.